# Aleutiaster schefferi
Aleutiaster schefferi är en sjöstjärneart som beskrevs av A.H. Clark 1939. Aleutiaster schefferi ingår i släktet Aleutiaster och familjen Ganeriidae. Inga underarter finns listade i Catalogue of Life.